# Heilige Drei Könige (Bramel)

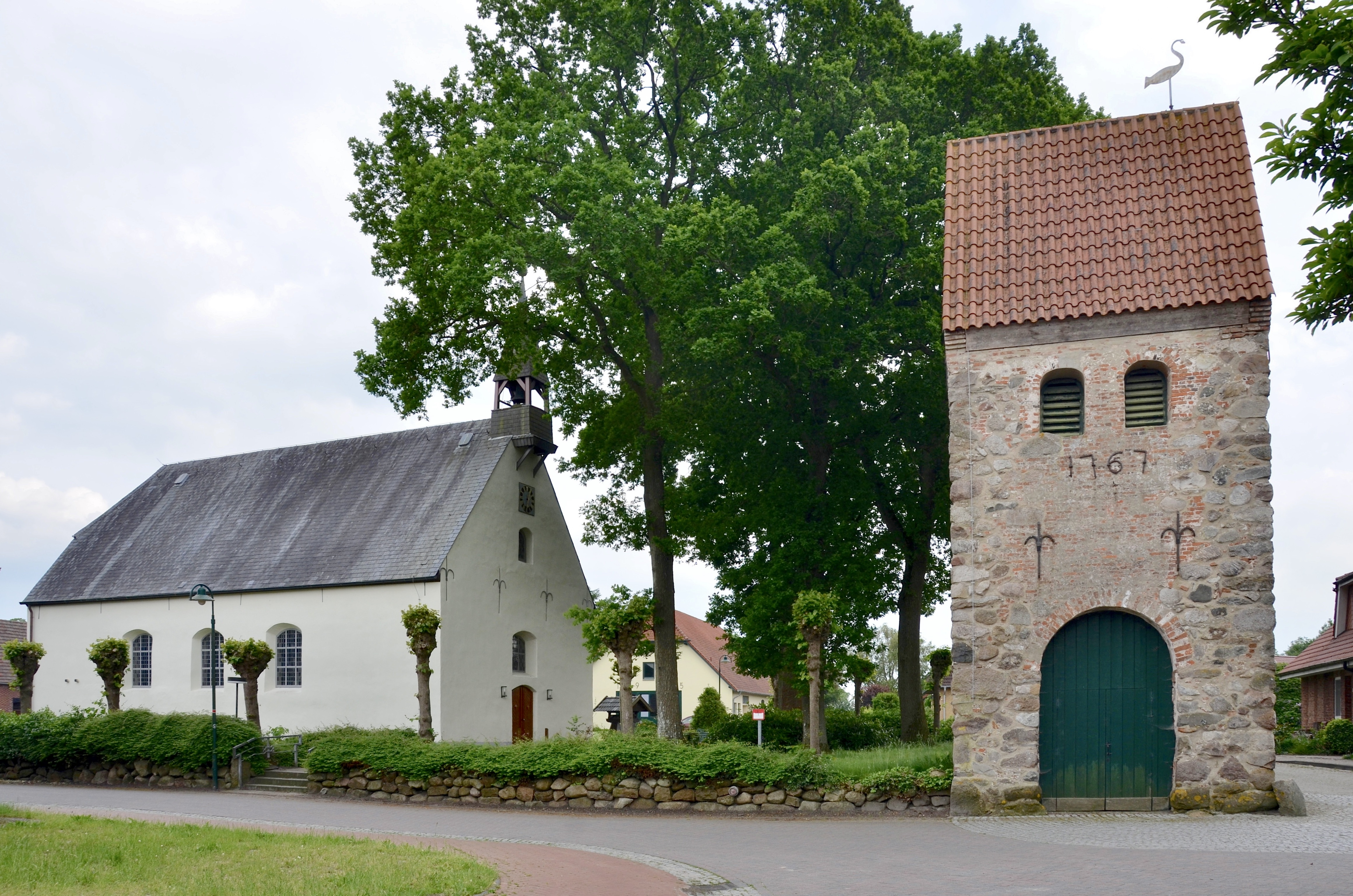
Heilige Drei Könige

Die evangelisch-lutherische Kirche Heilige Drei Könige steht in Bramel, einer Ortschaft in der Einheitsgemeinde Schiffdorf im Landkreis Cuxhaven von Niedersachsen. Die Kirchengemeinde gehört zum Kirchenkreis Wesermünde im Sprengel Stade der Evangelisch-lutherischen Landeskirche Hannovers.

## Beschreibung
Die kleine rechteckige Saalkirche aus verputzten Bruchsteinen wurde im 13. Jahrhundert erbaut. Sie wurde 1774 grundlegend umgestaltet. Aus dem Satteldach erhebt sich im Westen ein kleiner Dachreiter. Nordwestlich der Kirche steht ein freistehender Glockenturm.

## Orgel
Im Jahr 1837 erfolgte der Bau einer Orgel durch Peter Tappe (Verden). 1877 ersetzte die Fa. J. H. Röver & Söhne (Stade) die Orgel durch einen zweiten Neubau. Renovierungen und die Ergänzung eines Schleierwerks des Bildhauers Erich Brüggemann folgten.